# 채드 콜먼
채드 콜먼(Chad Coleman, 1978년 6월 2일 ~ )은 미국의 배우이다. 2010년대 초반까지는 크레디트 표기에 주로 채드 콜먼을 썼으나 현재는 채드 L. 콜먼(Chad L. Coleman)으로 정착되었다.

## 출연 작품

### 영화
- 스트레스를 부르는 그 이름 직장상사 (2011)
- 캅샵: 미친놈들의 전쟁 (2021)